# Vitina (rijeka)
Vitina (ili Vitinska rijeka) je rijeka u Bosni i Hercegovini.
Rijeka Vitina izvire na 1.157 metara, a u Vrbas se ulijeva na 575 metara nadmorske visine. Duga je oko 10 kilometara. Cjelokupan tok rijeke se nalazi u općini Bugojno.